# Lista de pessoas presentes no Conselho de Ascensão de Carlos III
O Conselho de Ascensão é um órgão cerimonial que se reúne no Palácio de St James, em Londres, aquando do falecimento de um monarca, para fazer a proclamação formal da ascensão do sucessor ao trono. Nos termos do Acto de Sucessão de 1701, um novo monarca sucede automaticamente (extinção da Coroa).
O Conselho de Ascensão de Carlos III teve lugar em 10 de setembro de 2022, às 10:00 da manhã (hora de verão britânica), no Palácio de St James, em Londres. Embora todos os 700 membros do Conselho Privado fossem elegíveis para assistir ao Conselho de Ascensão, apenas 200 foram convocados devido a limitações de espaço.
Na ausência do Rei, o Presidente do Conselho fez com que o secretário do Conselho lesse a Proclamação de Ascensão. A proclamação foi assinada pela Rainha Camilla, a nova rainha consorte, o Príncipe Guilherme, o novo Príncipe de Gales, Justin Welby, o Arcebispo de Cantuária, Brandon Lewis, o Lorde Chanceler, Stephen Cottrell, o Arcebispo de Iorque, Edward Fitzalan-Howard, 18.º Duque de Norfolk e Conde Marechal, Penny Mordaunt, presidente do Conselho e Liz Truss, a Primeira Ministra. O presidente do Conselho, então, leu as ordens do conselho sobre questões relativas às proclamações públicas e aos disparos de salvas de armas no Hyde Park e na Torre de Londres.

## Participantes
- Rei Carlos III
- Camilla, Rainha Consorte
- Guilherme, Príncipe de Gales
- Liz Truss, Primeira Ministra do Reino Unido
- Penelope Mordaunt, Presidente do Conselho
- Justin Welby, Arcebispo de Cantuária
- Stephen Cottrell, Arcebispo de Iorque
- Richard Tilbrook, Secretário do Conselho Privado
- Edward Fitzalan-Howard, 18.º Duque de Norfolk, Conde-Marechal
- Brandon Lewis, Lorde Chanceler

## Presentes

### Membros do Gabinete
- Edward Argar, Ministro do Gabinete
- Kemi Badenoch, Presidente da Junta de Comércio
- Jake Berry, Ministro sem Pasta
- Suella Braverman, Secretária de Estado para os Assuntos Internos
- Sir Robert Buckland, Secretário de Estado para o País de Gales
- James Cleverly, Secretário de Estado dos Negócios Estrangeiros
- Dr. Thérèse Coffey, Vice-Primeira-Ministra do Reino Unido
- Michelle Donelan, Secretária de Estado para o Digital, Cultura, Media e Desporto
- Michael Ellis, Procurador Geral da Inglaterra e do País de Gales
- Chris Heaton-Harris, Secretário de Estado para a Irlanda do Norte
- Alister Jack, Secretário de Estado para a Escócia
- Ranil Jayawardena, Secretário de Estado para o Ambiente, Alimentação e Assuntos Rurais
- Kwasi Kwarteng, Chanceler do Tesouro
- Christopher Malthouse, Secretário de Estado para a Educação
- Wendy Morton, Líder do Grupo Parlamentar
- Chris Philp, Secretário Adjunto do Tesouro
- Jacob Rees-Mogg, Secretário de Estado para os Negócios, Energia e Estratégia Industrial
- Alok Sharma, Presidente da COP26
- Chloe Smith, Secretária de Estado para o Trabalho e Pensões
- Anne-Marie Trevelyan, Secretária de Estado para os Transportes
- Lorde True, Líder da Câmara dos Lordes
- Ben Wallace, Secretário de Estado para a Defesa
- Nadhim Zahawi, Chanceler do Ducado de Lancaster

### Cidade de Londres
- Alison Gowman, Xerife da Cidade de Londres
- Vincent Keaveny, Lorde Mayor de Londres
- Nicholas Lyons, Xerife da Cidade de Londres
- Mark Lucraft, Recorder de Londres

### Funcionários Públicos
- Sir Philip Barton, Secretário Permanente do Ministério dos Negócios Estrangeiros
- Simon Case, Secretário do Gabinete
- Ceri King, Secretário Adjunto do Conselho Privado

### Membros da Commonwealth
- Shannon Austin, Alto Comissário Interino da Nova Zelândia para o Reino Unido
- Ralph Goodale, Alto Comissário do Canadá para o Reino Unido
- Kisha Abba Grant, Alto Comissário de Granada para o Reino Unido
- Patrice Laird Grant, Alto Comissário Interino da Jamaica para o Reino Unido
- Ellison Greenslade, Alto Comissário das Bahamas para o Reino Unido
- Karen-Mae Hill, Alto Comissário de Antígua e Barbuda para o Reino Unido
- Dr. Kevin Isaac, Alto Comissário de São Cristóvão e Nevis para o Reino Unido
- Cenio Lewis, Alto Comissário de São Vicente e Granadinas para o Reino Unido
- Therese Rath, Alto Comissário de Belize para o Reino Unido
- Baronesa Scotland, Secretária-Geral da Commonwealth
- Anthony Severin, Alto Comissário de Santa Lúcia para o Reino Unido
- Joseph Varo, Alto Comissário Interino de Papua-Nova Guiné para o Reino Unido
- Lynette Wood, Alto Comissário Interino da Austrália para o Reino Unido

### Administrações Descentralizadas
- Mark Drakeford, Primeiro Ministro do País de Gales
- Dame Arlene Foster, ex-Primeira Ministra da Irlanda do Norte
- Alison Johnstone, Presidente do Parlamento da Escócia
- Elin Jones, Llywydd do Senedd (Parlamento Galês)
- Peter Robinson, ex-Primeiro Ministro da Irlanda do Norte
- Alexander Salmond, ex-Primeiro Ministro da Escócia
- Nicola Sturgeon, Primeira Ministra da Escócia
- Lorde Wallace of Tankerness, ex-Primeiro Ministro da Escócia

### Judiciário
- Lady Arden de Heswall, ex-juíza da Suprema Corte do Reino Unido
- Lord Justice Arnold, juiz do Tribunal de Apelação da Inglaterra e País de Gales
- Dorothy Bain, Lorde Advocate
- Lorde Justice Baker, juiz do Tribunal de Apelação da Inglaterra e País de Gales
- Sir Scott Baker, ex-juiz do Tribunal de Apelação da Inglaterra e País de Gales
- Lorde Justice Bean, juiz do Tribunal de Apelação da Inglaterra e País de Gales
- Lorde Justice Birss, juiz do Tribunal de Apelação da Inglaterra e País de Gales
- Lorde Briggs de Westbourne, juiz da Suprema Corte do Reino Unido
- Lorde Carloway, Presidente do Tribunal de Sessão
- Lady Justice Carr, juíza do Tribunal de Apelação da Inglaterra e País de Gales
- Lorde Justice Coulson, juiz do Tribunal de Apelação da Inglaterra e País de Gales
- Lady Justice Davies, juíza do Tribunal de Apelação da Inglaterra e País de Gales
- Lorde Justice Davis, juiz do Tribunal de Apelação da Inglaterra e País de Gales
- Lorde Justice Dingemans, juiz do Tribunal de Apelação da Inglaterra e País de Gales
- Lady Justice Dorrian, Lorde Justice Clerk
- Lorde Etherton, ex-Mestre dos Rolls
- Lorde Justice Flaux, Chanceler do Tribunal Superior
- Lorde Justice Green, juiz do Tribunal de Apelação da Inglaterra e País de Gales
- Lorde Justice Haddon-Cave, juiz do Tribunal de Apelação da Inglaterra e País de Gales
- Lorde Hodge, Vice-Presidente da Suprema Corte do Reino Unido
- Lorde Justice Holroyde, juiz do Tribunal de Apelação da Inglaterra e País de Gales
- Lorde Justice Jackson, ex-juiz do Tribunal de Apelação da Inglaterra e País de Gales
- Professor Sir Francis Jacobs, ex-Advogado-Geral no Tribunal de Justiça da União Europeia
- Lady Chief Justice Keegan, Lorde Chief Justice da Irlanda do Norte
- Lady Justice King, juíza do Tribunal de Apelação da Inglaterra e País de Gales
- Lorde Kitchin, juiz da Suprema Corte do Reino Unido
- Lady Justice Laing, juíza do Tribunal de Apelação da Inglaterra e País de Gales
- Lorde Justice Leggatt, juiz da Suprema Corte do Reino Unido
- Lorde Justice Lewis, juiz do Tribunal de Apelação da Inglaterra e País de Gales
- Lorde Justice Lewison, juiz do Tribunal de Apelação da Inglaterra e País de Gales
- Lorde Justice Lindblom, juiz do Tribunal de Apelação da Inglaterra e País de Gales
- Sir Andrew Macfarlane, Presidente da Divisão Familiar
- Lorde Justice Moylan, juiz do Tribunal de Apelação da Inglaterra e País de Gales
- Lorde Justice Nugee, juiz do Tribunal de Apelação da Inglaterra e País de Gales
- Lorde Justice Phillips, juiz do Tribunal de Apelação da Inglaterra e País de Gales
- Lorde Phillips de Worth Matravers, ex-Presidente da Suprema Corte do Reino Unido
- Lorde Justice Popplewell, juiz do Tribunal de Apelação da Inglaterra e País de Gales
- Dame Anne Rafferty, ex-juíza do Tribunal de Apelação da Inglaterra e País de Gales
- Lorde Reed, Presidente da Suprema Corte do Reino Unido
- Lorde Sales, juiz da Suprema Corte do Reino Unido
- Dame Victoria Sharp, Presidente da Divisão do Banco do Rei
- Lady Justice Simler, juíza da Suprema Corte do Reino Unido
- Lorde Justice Singh, juiz do Tribunal de Apelação da Inglaterra e País de Gales
- Lorde Justice Snowden, juiz da Suprema Corte do Reino Unido
- Lorde Stephens, juiz da Suprema Corte do Reino Unido
- Lady Justice Thirlwall, juíza do Tribunal de Apelação da Inglaterra e País de Gales
- Sir Stephen Tomlinson, ex-juiz do Tribunal de Apelação da Inglaterra e País de Gales
- Lorde Justice Underhill, juiz do Tribunal de Apelação da Inglaterra e País de Gales
- Sir Geoffrey Vos, Mestre dos Rolls
- Lorde Justice Warby, juiz do Tribunal de Apelação da Inglaterra e País de Gales
- Lady Justice Whipple, juíza do Tribunal de Apelação da Inglaterra e País de Gales
- Lorde Wilson de Culworth, ex-juiz da Suprema Corte do Reino Unido
- Walter Wolffe, ex-Lorde Advocate

### Políticos
- Baronesa Amos, ex-líder da Câmara dos Lordes
- Baronesa Ashton, ex-Presidente do Conselho
- Jonathan Ashworth, político do Partido Trabalhista
- Sir Robert Atkins, político do Partido Conservador
- Norman Baker, político do Partido Liberal Democrata
- Stephen Barclay, político do Partido Conservador
- Dame Margaret Beckett, ex-Secretária de Estado para os Negócios Estrangeiros
- Ian Blackford, Líder do Partido Nacional Escocês na Câmara dos Comuns
- Baronesa Blackstone, política do Partido Trabalhista
- Sir Tony Blair, ex-Primeiro-Ministro do Reino Unido
- Gordon Brown, ex-Primeiro-Ministro do Reino Unido
- Sir Vince Cable, ex-Líder dos Liberais Democratas
- David Cameron, ex-Primeiro-Ministro do Reino Unido
- Lorde Campbell de Pittenweem, ex-Líder dos Liberais Democratas
- Sir Alan Campbell, político do Partido Trabalhista
- Alistair Carmichael, ex-Secretário de Estado para a Escócia
- Sir Nicholas Clegg, ex-Vice-Primeiro Ministro do Reino Unido
- Yvette Cooper, política do Partido Trabalhista
- Lorde Darzi, político do Partido Trabalhista
- Sir Edward Davey, Líder dos Liberais Democratas
- Lord Dodds de Duncairn, político do Partido Unionista Democrático
- Sir Jeffrey Donaldson, Líder do Partido Unionista Democrático
- Nigel Evans, Vice-Presidente da Câmara dos Comuns
- Vicky Ford, política do Partido Conservador
- Lorde Foulkes, político do Partido Trabalhista
- Baronesa Garden, Vice-Presidente da Câmara dos Lordes
- Christopher Grayling, ex-Presidente do Conselho
- Lorde Hague, ex-Líder da Oposição
- Harriet Harman, política do Partido Trabalhista
- Lorde Haselhurst, político do Partido Conservador
- John Healey, político do Partido Trabalhista
- James Heappey, político do Partido Conservador
- David Heathcoat-Amory, político do Partido Conservador
- Lorde Howard de Lympne, ex-Líder da Oposição
- Sir Lindsay Hoyle, Presidente da Câmara dos Comuns
- Alexander (Boris) Johnson, ex-Primeiro Ministro
- Sadiq Khan, Presidente da Câmara de Londres
- Lorde Kinnock, ex-Líder da Oposição
- Dame Eleanor Laing, Vice-Presidente da Câmara dos Comuns
- David Lammy, político do Partido Trabalhista
- Dame Andrea Leadsom, política do Partido Conservador
- Sir David Lidington, ex-Chanceler do Ducado de Lancaster
- Lorde MacGregor, ex-Presidente do Conselho
- Sir John Major, ex-Primeiro Ministro
- Lorde Mandelson, ex-Presidente do Conselho
- Lady May, ex-Primeira Ministra
- Pat McFadden, político do Partido Trabalhista
- Lorde McFall, Lorde Speaker da Câmara dos Lordes
- Lorde McNally, político do Partido Liberal Democrata
- Edward Miliband, ex-Líder da Oposição
- Dr. Andrew Murrison, político do Partido Conservador
- Lorde Newby, político do Partido Liberal Democrata
- Jesse Norman, político do Partido Conservador
- Dominic Raab, ex-Vice-Primeiro Ministro
- Angela Rayner, Vice-Líder do Partido Trabalhista
- Sir Hugh Robertson, político do Partido Conservador
- Baronesa Royall de Blaisdon, política do Partido Trabalhista
- Elizabeth Saville Roberts, política do Plaid Cymru
- Chris Skidmore, político do Partido Conservador
- Sir Iain Duncan Smith, ex-líder da Oposição
- Baronesa Smith de Basildon, Líder da Oposição na Câmara dos Lordes
- Mark Spencer, ex-Presidente do Conselho
- Sir Keir Starmer, Líder da Oposição
- Melvyn Stride, político do Partido Conservador
- Graham Stuart, político do Partido Conservador
- Sir Desmond Swayne, político do Partido Conservador
- Baronesa Taylor de Bolton, ex-Presidente do Conselho
- Nicklaus Thomas-Symonds, político do Partido Trabalhista
- Emily Thornberry, política do Partido Trabalhista
- Thomas Tugendhat, político do Partido Conservador
- Theresa Villiers, política do Partido Conservador
- Lorde Wakeham, ex-Presidente do Conselho
- Dame Rosie Winterton, Vice-Presidente da Câmara dos Comuns

### Líderes Religiosos
- Lorde Carey, ex-arcebispo de Cantuária
- Lorde Chartres, ex-bispo de Londres
- Lorde Hope de Thornes, ex-arcebispo de Iorque
- Dame Sarah Mullally, Bispo de Londres
- Lorde Sentamu, ex-arcebispo de Iorque
- Lorde Williams de Oystermouth, ex-arcebispo de Cantuária

### Casa Real
- Sir Clive Alderton, Secretário Particular da Soberana
- Lorde Carrington, Lorde Grande Camareiro
- Alistair Harrison, Marechal do Corpo Diplomático
- Vice-Almirante Sir Charles Johnstone-Birt, Mestre da Casa
- Dr. Joseph Morrow, Lorde Lyon Rei das Armas
- Lorde Parker, Lorde Camareiro da Casa Real
- David White, Rei das Armas Principal de Garter
- Sir Edward Young, Secretário Particular da Soberana